# Derdas II. von Elimiotis
Derdas II. (altgriechisch Δέρδας Dérdas) war ein Fürst der obermakedonischen Landschaft Elimiotis im frühen 4. vorchristlichen Jahrhundert. Er war vermutlich ein Sohn des Sirras, Bruder der Eurydike und damit ein Schwager des makedonischen Königs Amyntas III.
Derdas wurde wohl um das Jahr 410/409 v. Chr. geboren; jedenfalls war er im Jahr 393 v. Chr. noch im jugendlichen Alter, als er König Amyntas II. ermordete, der sich über sein junges Alter lustig gemacht hatte. Es ist möglich, dass er mütterlicherseits ein Enkel des Königs Archelaos I. gewesen war, da sein Vater eben um den Zeitraum seiner Geburt eine Tochter dieses Königs geheiratet hatte. Im Jahr 382 v. Chr. unterstützte er Sparta mit 400 Berittenen im ersten olynthischen Krieg. Dabei verfolgte er die olynthische Kavallerie von Apollonia aus neunzig Stadien weit und fügte ihr schwere Verluste zu.
Inwiefern die Elimiotis zur Zeit des Fürsten Derdas II. bereits unter dem Einfluss des makedonischen Königtums stand, ist schwer zu erschließen. Allerdings konnte bereits König Amyntas III. (392–370 v. Chr.) mittels eines Machtwortes einen Grenzstreit zwischen der Elimiotis und der ihr benachbarten thessalischen Polis Doliche beilegen, auf das sich noch mehrere Jahrhunderte später die römische Rechtsprechung berufen konnte. Jedenfalls dürfte dies auf eine gewisse Vasallität der Elimiotis gegenüber dem Königtum schon zur Zeit Amyntas’ III. hindeuten. Bezeichnend dafür ist auch die Ehe der Phila von Elimiotis, wohl eine Tochter von Derdas II., mit König Philipp II.
Folgende drei Geschwister werden Derdas II. als Kinder zugeschrieben:
- Derdas III.;[6]
- Phila, Ehefrau König Philipps II. von Makedonien;[6]
- Machatas,[6] wahrscheinlich der Vater von:
  - Alexanders Schatzmeister in Babylon, Harpalos († 323 v. Chr.)
  - Alexanders Statthalter in Indien, Philippos († 326/5 v. Chr.)
  - Alexanders Offizier in Indien, Tauron († nach 326 v. Chr.)